# 村田武雄
村田 武雄（、1907年（明治40年）6月17日 - 1994年（平成6年）7月19日）は、日本の脚本家、映画監督。東京品川出身。
映画監督、東京発声映画製作所代表取締役社長の重宗務は義兄。

## 来歴
日本大学文学部中退。
1934年4月1日、日活多摩川撮影所に入社。「脚本部」に配属される。
1935年3月、義兄の重宗が「東京発声映画製作所（東京発声）」を設立し、所長となる。村田もこの「東京発声」に移籍、重宗務、阿部豊、豊田四郎の助監督を務める。
1940年、豊田監督の『大日向村』、『奥村五百子』のB班監督として、満州ロケを行う。その他、短編映画を何本か監督。
1941年、『大地に祈る』で映画監督に昇進。
1942年、「東京発声」が東宝に吸収され、村田も東宝へ移籍。戦時体制の中、助監督をしばらく務める。
この後、陸軍航空本部嘱託となり、南方前線で、飛行機の活躍状況の記録映画制作に従事。シンガポール、パレンバン、ジャワなどを歴訪する。戦地記録映画『大空の御盾』を制作するが、遺族への試写のみで未公開に終わる。
1944年、帰国。『加藤隼戦闘隊』（山本嘉次郎監督）で、山本から請われ、飛行機記録映画のシーンを劇中に提供する。
1946年から1950年まで存在した専門学校「鎌倉アカデミア」で映画科の講師を務めていた。
1953年、日本初の立体映画（トービジョン）、『飛び出した日曜日』 の脚本・監督を担当する。
その後、脚本家へ転向。
1954年、日本初の怪獣映画『ゴジラ』（本多猪四郎監督）で、香山滋の検討台本を基に、本多と2人で脚本を共作。以後、初期の東宝特撮映画の脚本を手掛けた。
1961年、テレビ映画『特別機動捜査隊』（NET）で脚本を担当。以後、テレビに活動の中心を移す。
1963年、円谷英二に請われ、設立したばかりの円谷特技プロダクションでテレビ特撮『WOO』の企画に参加する。
1994年、死去。後年、遺族によって『村田武雄作品集』（私家版）が出版された。

## 人物・エピソード
父親が品川にあった映画館の株主だったことで、優待券を使って映画三昧の幼少期を過ごした。姉が松竹キネマ蒲田撮影所の映画監督重宗務（のち和伸と改名）と結婚したのを機に、映画界入りに憧れをもつようになり、映画館に通ってノートをとり、独学で映画台本を学んだという。村田が日活へ入社したのも、重宗が引き抜かれた際に誘われたことによる。
作品に対しては「人間を描く」ことを重視したといい、本格的な監督デビュー作の『大地に祈る』 は従軍看護婦を題材とした映画であるが、女優たちに化粧をすべて落とすよう指示し、リアリズムを心がけている。書籍『ゴジラ大百科』では、『ゴジラ』での脚本について生活感が薄かった香山滋による原作に対し、村田が人間像を掘り下げていったと評している。同作品に出演した加藤茂雄は、女学生の合唱や作品全体の平和を願う雰囲気などがクリスチャンであった村田らしさが出ていたと評している。
東宝移籍と同時に太平洋戦争が激化し、映画フィルムが軍の配給となって、映画は自由に撮れなくなった。このため、東宝重役の森岩雄に「いずれ陽の目を見せてあげるから、気の毒だけど助監督で我慢して」と頼まれたという。戦後も脚本を書いては森のもとへ通い、教えを受けた。村田は義兄の重宗と並んで、森を映画界の恩人と仰いでいる。
『飛び出した日曜日』は『私は狙われている』（田尻繁監督）と併せ、日本初の立体映画であるが、続編の企画を思案していたところ、森岩雄に「これで東宝がアメリカ製より先に日本で立体映画を上映したと映画史に残りましたから、もういいんです。ご苦労様でした」と断られ、2本限りの制作となってしまった。これには撮影を担当した円谷英二ともども落胆したが、その後円谷が酒の席で語った特撮の企画は後の『ゴジラ』につながっていくものであった。
『ゴジラ』の制作前に他の映画会社から引き抜きの話を受けていたが、村田は香山の執筆した原作に感銘を受け、移籍を断って『ゴジラ』の執筆を引き受けた。同作品については1番気に入っている作品に挙げており、批評家には称賛されなかったが、東宝の総力を挙げて多くのスタッフが尽力し、海外でも人気を博し、後年まで作品が生き続けていることから、同作品の仕事ができてありがたかったと語っている。一方で、ゴジラについては「かわいそう」だと述べており、『ゴジラの逆襲』のあとに香山が「これ以上ゴジラを書ききたくない」と言っていたのを聞いたことも相まって、『逆襲』でゴジラを氷山に埋める結末を良かったと考え、その後の作品については面白い脚本もあったとしつつ複雑な胸中である旨を伺わせている。

## 主な作品

### 監督作品
- 大地に祈る（1941年2月5日）
- 女学生記（1941年8月27日）
- 親分の青春（1953年1月15日）
- 飛び出した日曜日（1953年4月22日）
- モンテンルパ 望郷の歌（1953年7月22日）

### 脚本作品
映画作品
- 波止場やくざ（1937年9月8日）
- 飛び出した日曜日（1953年4月22日）
- ゴジラ（1954年11月3日）[3][注釈 3]
- ゴジラの逆襲（1955年4月24日）[3][注釈 4]
- 獣人雪男（1955年7月26日）
- 彼奴を逃すな（1956年1月29日） [注釈 5]
- 囚人船（1956年8月8日）[注釈 6]
- 哀愁の街に霧が降る（1956年10月31日）[注釈 7]
- いで湯の姉妹（1956年11月13日）
- 空の大怪獣ラドン（1956年12月26日）[3][注釈 8]
- 脱獄囚（1957年11月5日）
- 孫悟空（1959年4月19日）[注釈 9]

テレビ作品
- 特別機動捜査隊（NET、1962年 - 1977年）